# 缪家寨站
缪家寨站位于中华人民共和国陕西省西安市雁塔区南三环与雁翔路交叉口东侧，是西安地铁8号线的地铁车站。

## 车站结构
本站为地下三层岛式车站。
| 地面              | 出入口 | A、B、D出入口                                                                                     |
| 地下二层          | 站厅   | 智能客服中心、自动售票机、长安通自助机                                                            |
| 地下三层          | 站台   | \| \| \| █ 8号线内环（新开门） \| \| 島式 · 開左邊车门 \| \| \| \| \| \| █ 8号线外环（植物园） \| |
|                   |        | █ 8号线内环（新开门）                                                                             |
| 島式 · 開左邊车门 |        |                                                                                                   |
|                   |        | █ 8号线外环（植物园）                                                                             |

## 公共艺术
本站是8号线29座标准站之一，所处的南段以“夏之红”为装潢主题色。

## 出入口
本站设有3个出入口。
|            |                                                                  |      |
| 编号       | 指示                                                             | 图片 |
| A          | 雁翔路、南三环（北）、黄渠头三路                                 |      |
| B          | 雁翔路、南三环（南）、翔悦路、曲江悦动公园、曲江新区政务服务中心 |      |
| D          | 南三环（北）、登高路                                             |      |
| 无障碍电梯 |                                                                  |      |

## 历史
本站在建设时称作雁翔路站。
- 2020年6月30日，车站开工[4]。
- 2024年12月26日，车站随8号线通车启用[5]。